# Горнополско градище
Горнополското градище (на македонска литературна норма: Горнополско градиште) е археологически обект, късноантично и средновековно селище край охридското село Велмей, Северна Македония.

## Описане
Останките от селището са разположени на високо бърдо, обрасло с дъбова гора. На заравнения връх са видими остатъците от крепостна стена по цялата ѝ дължина, изградена от ломен камък и варов хоросан. На източната и североизточната стена стената е запазена до 1,5 m. Във вътрешността са запазени са и много остатъци от основи на сгради. В североизточния край на градището има останки от християнска църква с размери 9,50 х 5,50 m. На изток от нея в скалата има издълбана четвъртита цистерна за вода. По градежната и съдовата керамика селището е датирано в Късната античност и Средните векове.